# 葉爾加瓦足球俱樂部
葉爾加瓦足球俱樂部是拉脫維亞的一家足球俱樂部。球隊的主场为泽姆加莱奥林匹克中心。

## 历史
2004年，叶尔加瓦足球俱乐部由原有的两家足球俱乐部：维奥拉足球俱乐部（FK Viola）和RAF叶尔加瓦（RAF Jelgava）合并成立。球队成立后一直参加拉脱维亚足球甲级联赛，直到2009年球队在甲级联赛夺冠，成功晋级到拉脫維亞超級足球聯賽。
2010年5月19日，球队在拉脱维亚杯决赛中与尤尔马拉-VV相遇，两队在常规时间内战成0–0平，最终叶尔加瓦在点球大战中以6–5击败对手，首次夺得该项赛事冠军。球队也由此获得了参加2010–11年歐霸盃的机会，这是他们首次参加欧洲赛事。
由于财务问题，球队在2021年2月被剥夺了职业执照。

## 荣誉
- 拉脫維亞超級足球聯賽
  - 亚军 (1): 2016
- 拉脱维亚杯
  - 冠军 (4): 2009–10, 2013–14, 2014–15, 2015–16

## 欧战成绩
| 赛季    | 赛事   | 轮次 | 对手               | 主场 | 客场 | 合计    |
| ------- | ------ | ---- | ------------------ | ---- | ---- | ------- |
| 2010–11 | 歐霸盃 | 2Q   | 莫迪               | 2–1  | 0–1  | 2–2 (a) |
| 2014–15 | 歐霸盃 | 1Q   | 洛辛堡             | 0–2  | 0–4  | 0–6     |
| 2015–16 | 歐霸盃 | 1Q   | 利特克斯           | 1–1  | 2–2  | 3–3 (a) |
| 2015–16 | 歐霸盃 | 2Q   | 拉博特尼奇基       | 1–0  | 0–2  | 1–2     |
| 2016–17 | 歐霸盃 | 1Q   | 布雷扎布利克       | 2–2  | 3–2  | 5–4     |
| 2016–17 | 歐霸盃 | 2Q   | 布拉迪斯拉發施洛雲 | 3–0  | 0–0  | 3–0     |
| 2016–17 | 歐霸盃 | 3Q   | 耶路撒冷比達       | 1–1  | 0–3  | 1–4     |
| 2017–18 | 歐霸盃 | 1Q   | 費倫斯華路士       | 0–1  | 0–2  | 0–3     |